# Michel Doesburg
Michel Doesburg (Beverwijk, 10 augustus 1968) is een voormalig Nederlands voetballer. Hij speelde als rechtsback. Aan het eind van het seizoen 2002/03 is hij gestopt met betaald voetbal. Na zijn voetbalcarrière ging hij aan de slag als jeugdscout bij zijn oude club AZ, in 2018 stapte hij over naar provinciegenoot AFC Ajax. Doesburg woont in Beverwijk.

## Carrière
| Seizoen | Club                 | Land      | Competitie              | Wed. | Goals |
| ------- | -------------------- | --------- | ----------------------- | ---- | ----- |
| 1986/87 | FC Haarlem           | Nederland | Eredivisie              | 18   | 0     |
| 1987/88 | FC Haarlem           | Nederland | Eredivisie              | 8    | 0     |
| 1988/89 | FC Haarlem           | Nederland | Eredivisie              | 25   | 0     |
| 1989/90 | FC Haarlem           | Nederland | Eredivisie              | 23   | 0     |
| 1990/91 | FC Wageningen        | Nederland | Eerste divisie          | 32   | 2     |
| 1991/92 | FC Wageningen        | Nederland | Eerste divisie          | 33   | 1     |
| 1992/93 | sc Heerenveen        | Nederland | Eerste divisie          | 31   | 2     |
| 1993/94 | sc Heerenveen        | Nederland | Eredivisie              | 30   | 0     |
| 1994/95 | sc Heerenveen        | Nederland | Eredivisie              | 30   | 0     |
| 1995/96 | sc Heerenveen        | Nederland | Eredivisie              | 21   | 0     |
| 1995/96 | AZ                   | Nederland | Eerste divisie          | 9    | 0     |
| 1996/97 | AZ                   | Nederland | Eredivisie              | 24   | 0     |
| 1997/98 | AZ                   | Nederland | Eerste divisie          | 19   | 0     |
| 1998/99 | Motherwell FC        | Schotland | Scottish Premier League | 30   | 0     |
| 1999/00 | Motherwell FC        | Schotland | Scottish Premier League | 19   | 0     |
| 1999/00 | Dunfermline Athletic | Schotland | Scottish Premier League | 5    | 0     |
| 2000/01 | Dunfermline Athletic | Schotland | Scottish Premier League | 27   | 0     |
| 2001/02 | Dunfermline Athletic | Schotland | Scottish Premier League | 9    | 0     |
| 2001/02 | FC Zwolle            | Nederland | Eerste divisie          | 12   | 1     |
| 2002/03 | FC Zwolle            | Nederland | Eredivisie              | 24   | 0     |
| Totaal  | Totaal               | Totaal    | Totaal                  | 429  | 6     |

## Erelijst
| Nationaal               |    |                         |
| Kampioen Eerste Divisie | 3× | 1995/96 1997/98 2001/02 |